# میکل یانکو
میکل یانکو (آلبانیایی: Mikel Janku; ۲۵ اکتبر ۱۹۴۱ – ۱۰ ژانویهٔ ۲۰۱۹) بازیکن فوتبال اهل آلبانی بود.
از باشگاه‌هایی که در آن بازی کرده‌است می‌توان به باشگاه فوتبال پارتیزانی تیرانا اشاره کرد.
وی همچنین در تیم ملی فوتبال آلبانی بازی کرده‌است.